# James chez les bizarroïdes
James chez les bizarroïdes  (Oddballs) est une série télévisée d'animation américano-canadienne en 20 épisodes de 17-20 minutes, créée par James Rallison et Ethan Banville, et produite par Atomic Cartoons et Netflix Animation.
Elle a été diffusée en États-Unis, Canada, Québec, et France sur Netflix à partir du 7 octobre 2022,.

## Synopsis
Basée sur web-série de James Rallison (TheOdd1sOut), la série suit les d'aventures bizarres des James (en garçon ressemblant à une bulle), qui remet en question tout ce qui l'agace, aux côtés de ses deux meilleurs amis, Max (crocodile) et Echo (fille).

## Fiche technique
- Titre original : Oddballs
- Titre français : James chez les bizarroïdes
- Production : Alex Cichon, Sarah Soh, Ethan Banville, Aaron Behl, Matthew Berkowitz, Carl Faruolo, James Rallison, Jennifer Twiner McCarron, Michael Zoumas
- Sociétés de production : Atomic Cartoons, Netflix Animation
- Chaîne d'origine : Netflix
- Pays d'origine :  États-Unis,  Canada
- Langue originale : anglais
- Genre : Animation, Aventure, Comédie, Jeunesse
- Durée : entre 17 minutes et 20 minutes

Sources : SensCritique

## Distribution

### Voix originales
- James Rallison (en) : James, Sagu
- Julian Gant : Max
- Kimberly Brooks : Echo
- Carl Faruolo : Greg (le père de Max)
- Erika Ishii (en) : Jenna (la sœur de Max), Liv (la mère de Max)
- Scott Menville : Toasty/Declan
- Kari Wahlgren : Toasty (jeune)
- Harland Williams : Patrick (le père de James)
- Debra Wilson : Louise (la mère de James)
- Gary Anthony Williams : Mr. McFly
- Nicolas Cantu : Smooth et Wrinkly Jason
- Emily Eiden : Maz Scare-Ah
- Fred Stoller (en) : Food-Ball Joe
- Parvesh Cheena (en) : Principal Loudspeaker
- Bob Bergen : Geefus
- Jane Lynch : Grand-Ma
- Ethan Banville : Bob Aw-Man
- Courtenay Taylor (en) : Doctor Squats
- Ryan George : Byron Sellers

### Voix françaises
- Yoann Sover : James
- Franck Sportis : Max
- Mélissa Bérard : Echo
- Audrey Sourdive : Jenna
- Annie Milon : Louise
- Guillaume Orsat : M. Lamouche
- Pascale Mompez : Maz Scare-Ah
- Daria Levannier : Roxanne
- Martin Faliu : Smooth et Wrinkly Jason
- Josiane Pinson : Grand-mère
- Loïc Houdré : Stuart
- Xavier Couleau : Fedora
- Maurice Decoster, Jérôme Rebbot, Max Aulivier : voix additionnelles

 Source et légende : version française (VF) sur RS Doublage

## Épisodes

### Première saison (2022)
1. Notre enfant chéri (Raising Toasty)
2. SOS réparation (Breaking and Entering)
3. Avis de recherche (Wanted Dead or a Fly)
4. Les resquilleurs (Line Cutters)
5. Deux cerveaux valent mieux qu'un (Boy with 2 Brains)
6. Attention, transpiration ! (Emo like the Wolfstank)
7. Mieux vaut l'avoir en photo (Behind Frenemy Lines)
8. Bataille de polochons (Pillow Fight Club)
9. Ma grand-mère (Grandma's Boy)
10. Don du sang (Blood Excuse)
11. Jamais tranquille (Almost Home Alone)
12. Incroyables nuggets (Nugget Nonsense)

Sources : Allociné

### Deuxième saison (2023)
1. The Show Must Go On… ou peut-être pas (The Show Mustn't Go On)
2. Partenaires particuliers (Partners)
3. Covoiturage spécial (School Poolers)
4. Réincarnation (Body Swap)
5. Un prof super classe (The Class Act)
6. Moralité (Moral Report)
7. Monsieur le Maire (Mayor Max)
8. Bye bye Toasty (Toasty's Goodbye)

Sources : Allociné